# 68

## Събития
- Римския сенат поставя Галба за император.

## Починали
- 25 април – Марко, първоапостол и християнски светец
- 6 юни – Нерон, римски император